# Distribuição Flory-Schulz
A distribuição Flory-Schulz, também conhecida como "distribuição mais provável de massa molar", é uma distribuição de probabilidade discreta nomeada em homenagem a Paul Flory e Günter Victor Schulz. Ela descreve as proporções relativas de polímeros de diferentes comprimentos que ocorrem em um processo ideal de polimerização por crescimento gradual. A função de massa de probabilidade (FMP) para a fração de massa de cadeias de comprimento {\displaystyle n} é:
{\displaystyle P(n)=p^{n-1}*(p-1)}
Nesta equação, P  é a distribuição total, n é o número de monômeros na cadeia polimérica e p é a conversão obtida na polimerização. Esta distribuição implica que os polímeros mais curtos tem maior presença em relação aos mais longos, pois os comprimentos de cadeia são distribuídos geometricamente .